# Matrice binaire
Une matrice binaire est une matrice dont les coefficients sont soit 0, soit 1. 
En général ces coefficients sont les nombres de l'algèbre de Boole dans laquelle on appelle B l'ensemble constitué de deux éléments appelés valeurs de vérité {VRAI, FAUX}. Cet ensemble est aussi noté B = {1, 0} ou B = {⊤, ⊥}.
On privilégie souvent la notation B = {1, 0}. Quand on programme des algorithmes utilisant ces matrices, la notation {VRAI, FAUX} peut coexister avec la notation {1, 0} car de nombreux langages acceptent ce polymorphisme.

## Exemple
{\displaystyle M={\begin{pmatrix}0&1&1&0\\0&0&1&1\\1&0&0&1\\\end{pmatrix}}}

## Remarque
Les matrices binaires sont notamment utilisées dans la théorie des graphes (matrice d'adjacence), par exemple dans le calcul de la fermeture transitive d'un graphe.